# Jan Petržela
Jan „Ňuf“ Petržela (* 24. září 1992 Nový Jičín) je český reprezentant v orientačním běhu. Mezi jeho největší úspěchy patří dvě stříbrné medaile z juniorského mistrovství světa 2012 na Slovensku, zlatá medaile z longu na dorosteneckém Mistrovství Evropy 2008 ve Švýcarsku a stříbrná a bronzová medaile ze štafet z ME 2014 a ME 2016. V současnosti běhá za český klub OK 99 Hradec Králové a finský Kalevan Rasti.

## Sportovní kariéra

### Umístění na MS
| Olomouc 2014 |          | 3. místo  | 8. místo | 2. místo |          |
| Miskolc 2016 | 4. místo | 10. místo |          | 4. místo | 2. místo |

| Přehled úspěchů na Mistrovství světa juniorů | Přehled úspěchů na Mistrovství světa juniorů | Přehled úspěchů na Mistrovství světa juniorů | Přehled úspěchů na Mistrovství světa juniorů | Přehled úspěchů na Mistrovství světa juniorů |
| Mistrovství světa juniorů                    | Sprint                                       | Middle                                       | Long                                         | Štafety                                      |
| -------------------------------------------- | -------------------------------------------- | -------------------------------------------- | -------------------------------------------- | -------------------------------------------- |
| Aalborg 2010                                 | 26. místo                                    | 42. místo                                    | 24. místo                                    | 6. místo                                     |
| Košice 2012                                  | 2. místo                                     | 2. místo                                     | 8. místo                                     | 4. místo                                     |

### Umístění na MČR
| Umístění na Mistrovství České republiky v orientačním běhu | Umístění na Mistrovství České republiky v orientačním běhu | Umístění na Mistrovství České republiky v orientačním běhu | Umístění na Mistrovství České republiky v orientačním běhu | Umístění na Mistrovství České republiky v orientačním běhu | Umístění na Mistrovství České republiky v orientačním běhu | Umístění na Mistrovství České republiky v orientačním běhu | Umístění na Mistrovství České republiky v orientačním běhu | Umístění na Mistrovství České republiky v orientačním běhu | Umístění na Mistrovství České republiky v orientačním běhu | Umístění na Mistrovství České republiky v orientačním běhu | Umístění na Mistrovství České republiky v orientačním běhu |
| Ročník                                                     | Kategorie                                                  | Klasická                                                   | Krátká                                                     | Sprint                                                     | Dlouhá                                                     | Noční                                                      | Ranking                                                    | Členství v klubu                                           | Štafety                                                    | Kluby                                                      | Sprint. štafety                                            |
| ---------------------------------------------------------- | ---------------------------------------------------------- | ---------------------------------------------------------- | ---------------------------------------------------------- | ---------------------------------------------------------- | ---------------------------------------------------------- | ---------------------------------------------------------- | ---------------------------------------------------------- | ---------------------------------------------------------- | ---------------------------------------------------------- | ---------------------------------------------------------- | ---------------------------------------------------------- |
| MČR 2006                                                   | H16 – mladší dorostenci                                    | 22. místo                                                  | 35. místo                                                  |                                                            |                                                            |                                                            |                                                            | OOB TJ Lokomotiva Trutnov                                  |                                                            |                                                            |                                                            |
| MČR 2006                                                   | H18 – starší dorostenci                                    |                                                            |                                                            |                                                            |                                                            |                                                            |                                                            | OOB TJ Lokomotiva Trutnov                                  | 8. místo                                                   |                                                            |                                                            |
| MČR 2007                                                   | H16 – mladší dorostenci                                    | 1. místo                                                   | 1. místo                                                   | 1. místo                                                   |                                                            |                                                            | 964. místo                                                 | OOB TJ Lokomotiva Trutnov                                  |                                                            |                                                            |                                                            |
| MČR 2007                                                   | H18 – starší dorostenci                                    |                                                            |                                                            |                                                            |                                                            |                                                            |                                                            | OK Lokomotiva Pardubice                                    |                                                            | 2. místo                                                   |                                                            |
| MČR 2007                                                   | H18 – starší dorostenci                                    |                                                            |                                                            |                                                            |                                                            |                                                            |                                                            | OOB TJ Lokomotiva Trutnov                                  | 2. místo                                                   |                                                            |                                                            |
| MČR 2008                                                   | H16 – mladší dorostenci                                    | 1. místo                                                   | 3. místo                                                   | 1. místo                                                   |                                                            |                                                            | 1149. místo                                                | OOB TJ Lokomotiva Trutnov                                  |                                                            |                                                            |                                                            |
| MČR 2008                                                   | H18 – starší dorostenci                                    |                                                            |                                                            |                                                            |                                                            |                                                            |                                                            | OK Lokomotiva Pardubice                                    |                                                            | 2. místo                                                   |                                                            |
| MČR 2008                                                   | H18 – starší dorostenci                                    |                                                            |                                                            |                                                            |                                                            |                                                            |                                                            | OOB TJ Lokomotiva Trutnov                                  | 1. místo                                                   |                                                            |                                                            |
| MČR 2009                                                   | H18 – starší dorostenci                                    | 2. místo                                                   | 2. místo                                                   | 1. místo                                                   |                                                            | 14. místo                                                  | 626. místo                                                 | OOB TJ Lokomotiva Trutnov                                  | 1. místo                                                   | 2. místo                                                   |                                                            |
| MČR 2010                                                   | H18 – starší dorostenci                                    | 1. místo                                                   | 1. místo                                                   | 1. místo                                                   | 1. místo                                                   | 1. místo                                                   | 370. místo                                                 | OOB TJ Lokomotiva Trutnov                                  | 1. místo                                                   |                                                            |                                                            |
| MČR 2011                                                   | H20 – junioři                                              |                                                            |                                                            |                                                            |                                                            |                                                            | 735. místo                                                 | OK 99 Hradec Králové                                       |                                                            |                                                            |                                                            |
| MČR 2011                                                   | H21 – muži                                                 |                                                            |                                                            |                                                            |                                                            |                                                            | OK 99 Hradec Králové                                       |                                                            | 26. místo                                                  |                                                            |                                                            |
| MČR 2012                                                   | H20 – junioři                                              | 1. místo                                                   | 2. místo                                                   | 2. místo                                                   |                                                            | 21. místo                                                  | OK 99 Hradec Králové                                       |                                                            |                                                            |                                                            |                                                            |
| MČR 2012                                                   | H21 – muži                                                 |                                                            |                                                            |                                                            |                                                            |                                                            | OK 99 Hradec Králové                                       |                                                            | 4. místo                                                   |                                                            |                                                            |
| MČR 2013                                                   | H21 – muži                                                 |                                                            |                                                            | 3. místo                                                   |                                                            | 152. místo                                                 | OK 99 Hradec Králové                                       |                                                            |                                                            |                                                            |                                                            |
| MČR 2014                                                   | H21 – muži                                                 |                                                            | 5. místo                                                   | 5. místo                                                   | 1. místo                                                   | 47. místo                                                  | OK 99 Hradec Králové                                       | 4. místo                                                   | 2. místo                                                   |                                                            |                                                            |
| MČR 2015                                                   | H21 – muži                                                 | 6. místo                                                   | 3. místo                                                   | 9. místo                                                   |                                                            | 2. místo                                                   | OK 99 Hradec Králové                                       | 1. místo                                                   | 3. místo                                                   | 3. místo                                                   |                                                            |
| MČR 2016                                                   | H21 – muži                                                 | 2. místo                                                   | 2. místo                                                   |                                                            | 5. místo                                                   | 4. místo                                                   | OK 99 Hradec Králové                                       | 2. místo                                                   | 2. místo                                                   | 1. místo                                                   |                                                            |
| MČR 2017                                                   | H21 – muži                                                 | 7. místo                                                   | 7. místo                                                   | 2. místo                                                   |                                                            | 3. místo                                                   | OK 99 Hradec Králové                                       | 1. místo                                                   | 1. místo                                                   | 1. místo                                                   |                                                            |
| MČR 2018                                                   | H21 – muži                                                 |                                                            | 7. místo                                                   |                                                            |                                                            | 251. místo                                                 | OK 99 Hradec Králové                                       | 2. místo                                                   | 1. místo                                                   | disk                                                       |                                                            |
| MČR 2019                                                   | H21 – muži                                                 | 10. místo                                                  |                                                            | 12. místo                                                  | 1. místo                                                   | 14. místo                                                  | OK 99 Hradec Králové                                       | 2. místo                                                   | 1. místo                                                   | 1. místo                                                   |                                                            |
| MČR 2020                                                   | H21 – muži                                                 | 7. místo                                                   | 6. místo                                                   | 22. místo                                                  |                                                            | 12. místo                                                  | OK 99 Hradec Králové                                       | 2. místo                                                   |                                                            | 2. místo                                                   |                                                            |
| MČR 2021                                                   | H21 – muži                                                 | 5. místo                                                   | 12. místo                                                  | 13. místo                                                  |                                                            | 3. místo                                                   |                                                            | OK 99 Hradec Králové                                       | 2. místo                                                   | 2. místo                                                   | 4. místo                                                   |